# Srimukti
Srimukti is een bestuurslaag in het regentschap Bekasi van de provincie West-Java, Indonesië. Srimukti telt 8839 inwoners (volkstelling 2010).